# 財閥

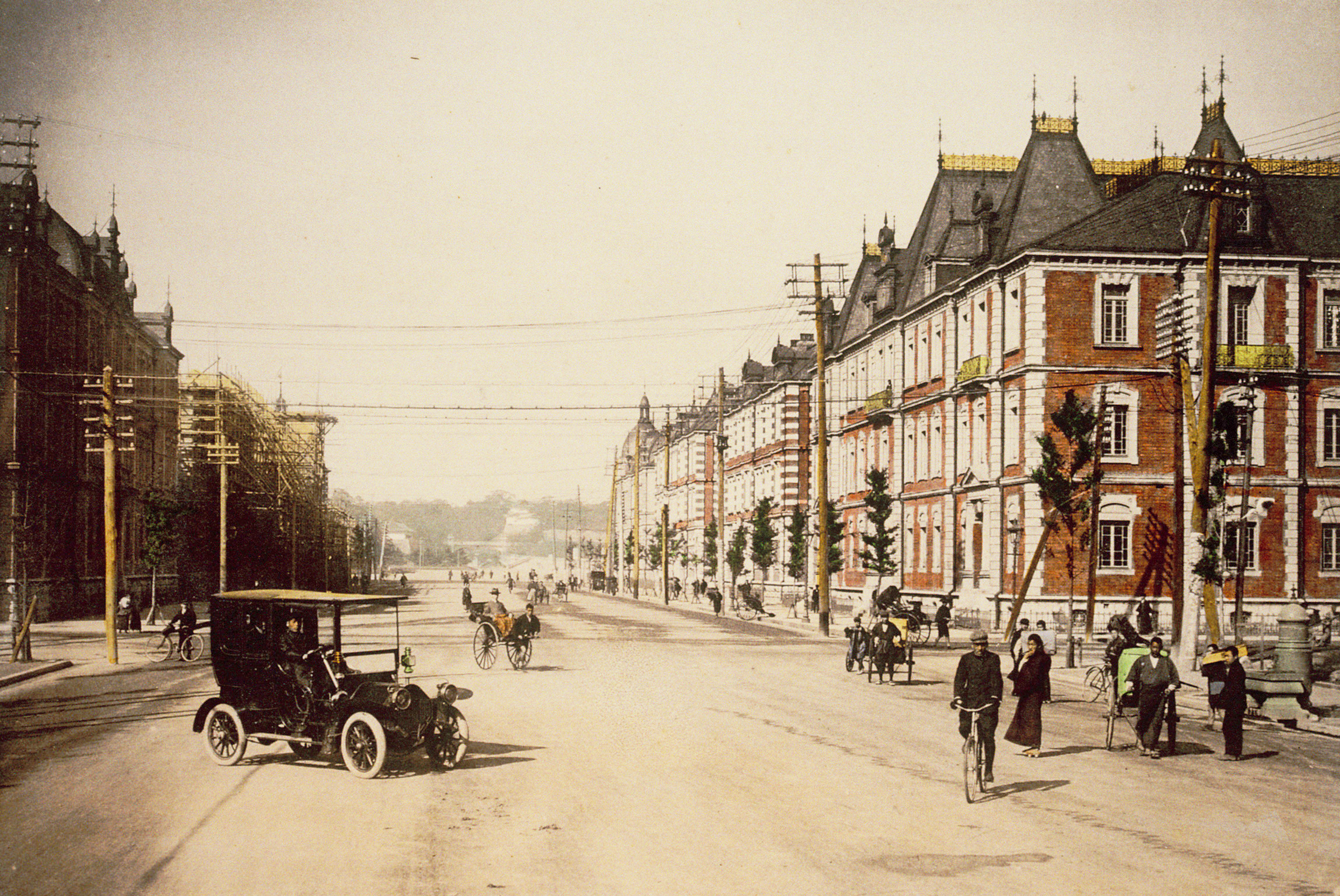
丸の内の三菱財閥本社 (1920年)

財閥（ざいばつ、英: Zaibatsu, Financial clique〈金融派閥〉）は、一族の独占的出資による資本を中心に結合した経営形態。

## 概要
以下のような定義が一般的。

## 日本

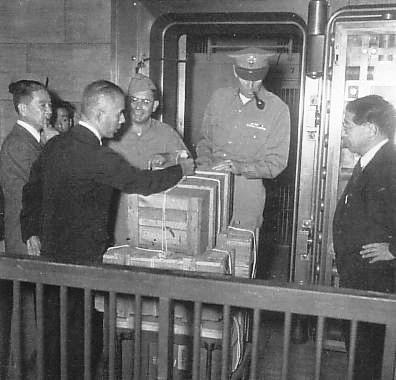
財閥家族の資産差し押さえ（1946年）

日本の経済史では、大東亜戦争（太平洋戦争・第二次世界大戦）以前に大手企業を揮った、創業家一族による同族経営の純粋持株会社を指すことが多い。三菱・住友・三井などの財閥があった。これらは、1945年の日本の降伏の後、1947年に、連合国軍最高司令官総司令部の指令により解体させられた。
もっとも、根拠法である過度経済力集中排除法が8年後に逆コースの一環として廃止された。また財閥解体後も、四大財閥などは企業グループとして再結集しているので、実質再興している。財閥の中核となる持株会社の設置は戦後長らく独占禁止法によって禁止され続けたものの、1997年の独占禁止法改正により持株会社が解禁されている。しかし、21世紀の現代日本において認められているのは
1. 一般的な企業が、資本と経営を分離するために設ける純粋持株会社
2. 同じ業種の複数の企業が経営を統合するために設ける共同持株会社
3. 独占禁止法以外の法律で特に認められた認定放送持株会社や金融持株会社

のみであり、複数の業種において市場で支配的地位を持つ企業を傘下に持ち、なおかつその会社が証券取引所に上場しない同族経営の財閥持株会社を設立することは不可能である。また、既存の会社がそのような会社になることも許されない。金融持株会社においては、金融機関以外の業種を営む事業会社の株式を大量に保有することに制限がある。
英語で、特に日本の財閥を指す場合、そのままZaibatsuと呼ばれることもある。

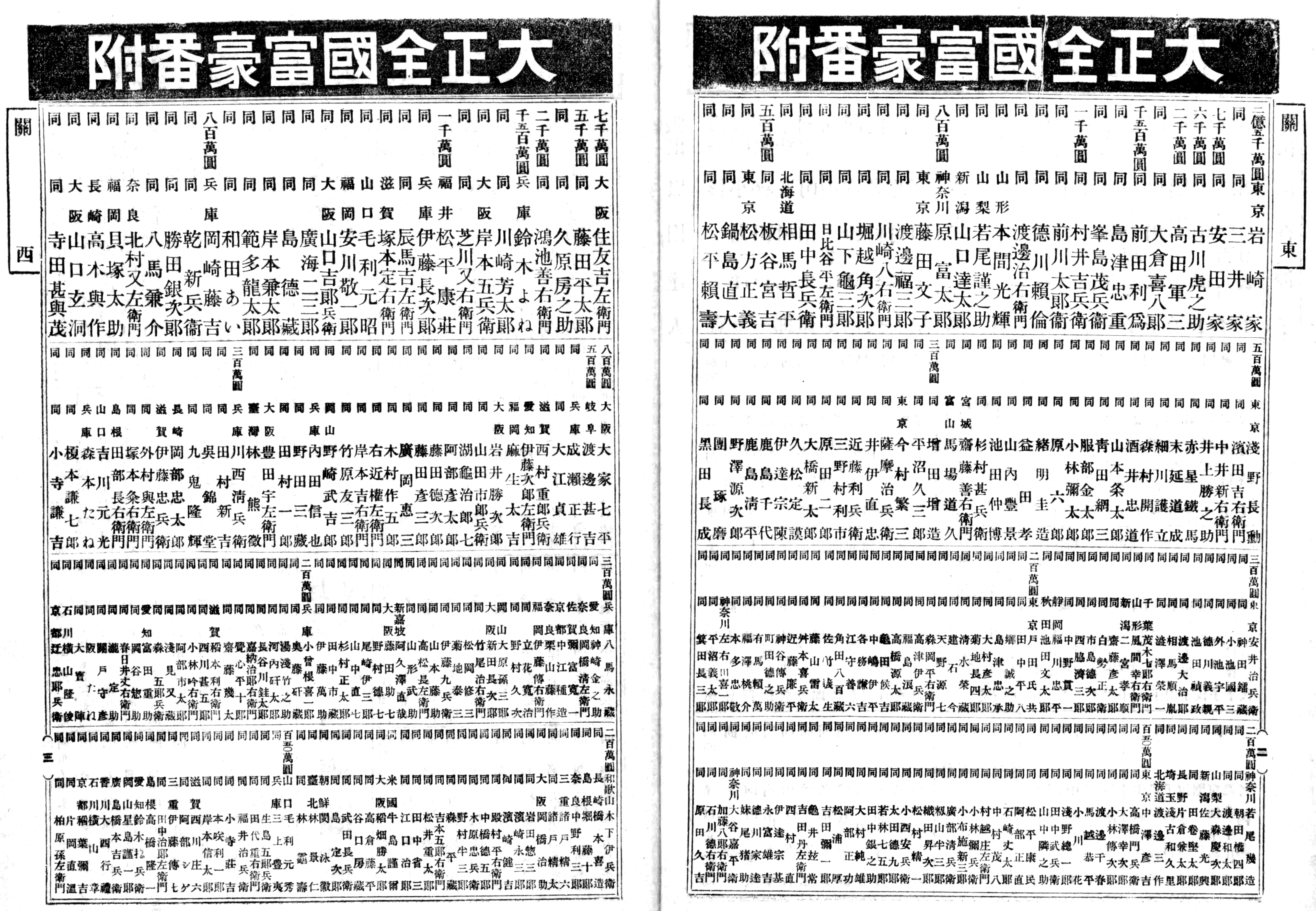
大正全国富豪番付 (大正12年)

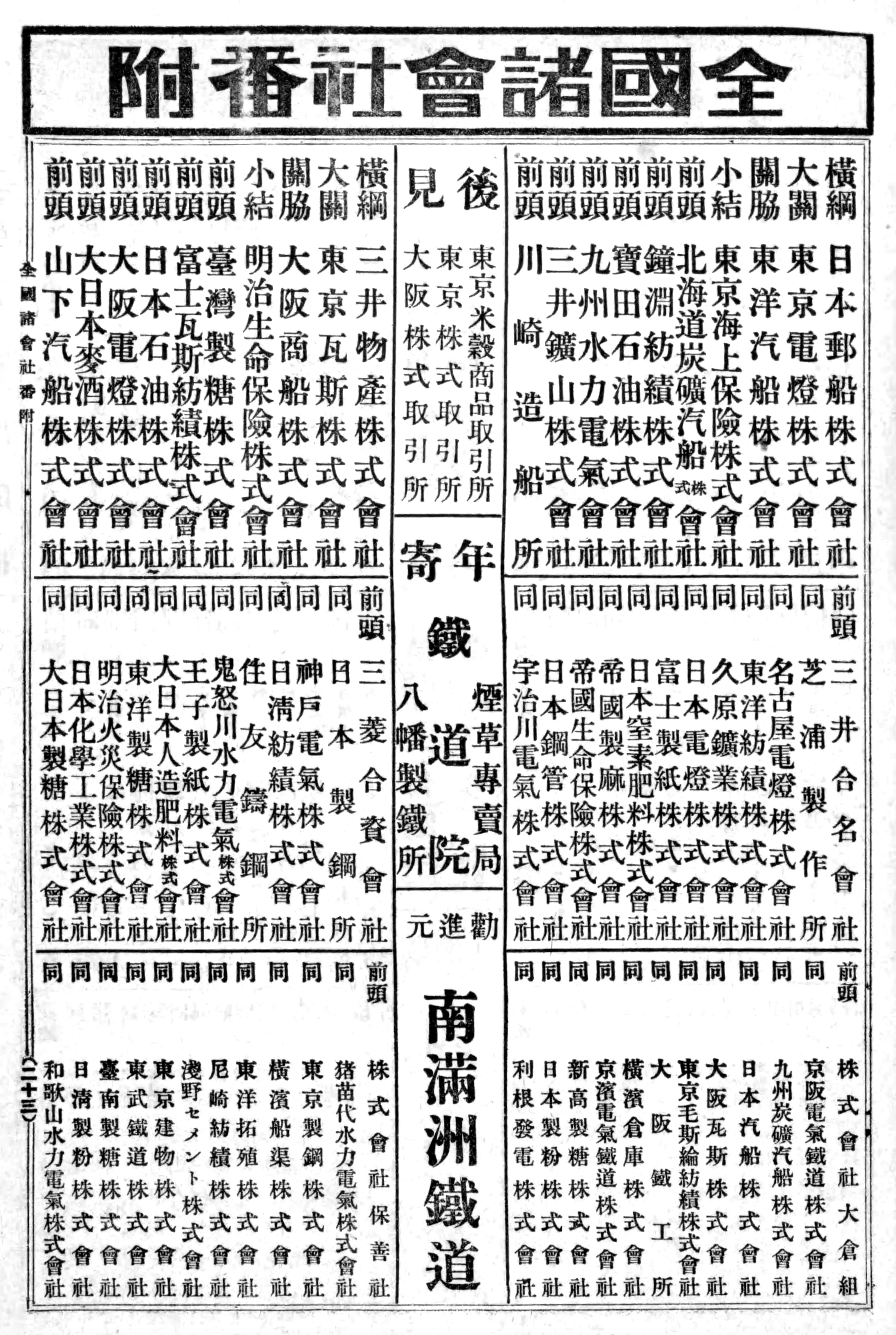
全国諸会社番付(大正12年)

### 三大財閥
- 三菱財閥
- 住友財閥
- 三井財閥

### 四大財閥
- 三菱財閥
- 住友財閥
- 三井財閥
- 安田財閥

### 江戸時代成立の財閥
- 住友財閥
- 三井財閥
- 鴻池財閥

### 三大財閥以外の明治成立の財閥
- 渋沢財閥
- 安田財閥
- 浅野財閥
- 大倉財閥
- 古河財閥
- 川崎財閥（川崎八右衛門系）（関東）
- 藤田財閥
- 岩井財閥

### 大正財閥
- 野村財閥
- 久原財閥
- 鈴木財閥
- 根津財閥
- 川崎財閥（川崎正蔵系）（近畿）

### 昭和期の新興コンツェルン
上記の財閥と異なり、創業者には技術者出身が多い。このため、重工業中心で「芋づる」方式と呼ばれる、企業間において関連性の強い生産関係を持つ。既存の財閥では貧弱な化学産業を中心に発展していった。海外での市場を狙い、日産コンツェルンは満洲で、日窒コンツェルンは朝鮮で鉱山などの事業を展開し、現地社会にも強い影響を残した。また、理研コンツェルンは理化学研究所の活動資金調達のために成立したユニークなコンツェルンであり、同族支配が行なわれず、同研究所の開発・発明した技術を駆使した他、「農村工業化」などを打ち出して新潟県柏崎市などで地方の工業化につとめた。
逆に、既成財閥に較べて金融部門が弱いため、第二次世界大戦中には経済統制と既成財閥系の銀行団によって侵食されて、財閥解体前に実態を失ったコンツェルンも多かった。
なお、経営政策の面では、理研コンツェルンを除いて既存の財閥同様に同族運営がなされており、その点で「新興財閥」という言い方もある。
- 理研コンツェルン
- 日産コンツェルン（鮎川財閥）
- 森コンツェルン
- 日窒コンツェルン（野口財閥）
- 日曹コンツェルン

### その他の財閥
新興コンツェルン以外で、昭和初期〜第二次世界大戦中に発展した中堅財閥。これらは原安三郎が率い朝鮮で事業を展開した中外コンツェルンや、沖縄・大東諸島においてプランテーション・鉱山事業をおこなった大日本製糖を中心とした藤山コンツェルン、マレーシア・シンガポールを拠点として鉱山・海運・化学事業を手がけた石原産業など、おもに朝鮮や南方における諸事業を展開して成長した。ただし、既成財閥に較べて有力な金融機関や持株会社を持たず、新興コンツェルンに較べて技術力や事業の連関性が劣っていたため、いずれも中小規模に留まった。藤山コンツェルンのように、戦後まで存続したケースもある。
中島飛行機は第二次世界大戦中に急速に発達した財閥で、軍用機の生産から鉱山・貿易・水産などの非飛行機部門にも進出した。なお、南満洲鉄道（満鉄）も多角化を推進したことから財閥の一つとする場合もある。
- 中島飛行機（財閥解体後、主要5社が合同し、富士産業・現SUBARUを設立）
- 石原産業
- 藤山コンツェルン（大日本製糖（現: 大日本明治製糖））
- 中外コンツェルン（旧朝鮮紡織、日本化薬、中外鉱業等）
- 是川グループ
- 横河グループ - 財閥としての色彩は薄かった。

### 中央財閥と地方財閥
東京、横浜、大阪、神戸の四都市に本社をおく財閥を中央財閥、その他を地方財閥と定義されるが、全国的規模の企業活動を行っていた財閥を中央財閥、各地域に限定された企業活動を行っていた財閥を地方財閥と分類することもできる。また大阪・神戸周辺には中央財閥だけでなく中堅・零細の財閥も多数集中していた。これらを阪神財閥と総称する。財閥形成の過程として、片倉財閥のように製糸業に注力するなど、一つの事業に集中して投資し、芋づる式に発展する場合が多い。また、在日中国人の呉錦堂財閥や、大地主の小曽根喜一郎が創設した後その長男小曽根貞松が継いだ小曽根財閥 (日本毛織・阪神電鉄・オリエンタルホテル等への資本参加・経営参加) のように、中心的な生産事業を保有せず、統轄司令部としての持株会社が、様々な企業に投資することで財閥を形成する多角的投資財閥がある。江戸時代の日本最大の豪商、鴻池財閥は、家業以外への進出を禁じた家憲によって、金融業から他の事業へ営業分野の拡大は図らなかったが、明治期以降は同家の名声を欲する財界の要請で、鴻池家が様々な企業の発起人となり、大株主として君臨したことから、投資財閥の性格をもっていたとも言える。
財閥解体には繋がらなかった場合も多く、存続企業としては松坂屋、旧東海銀行（ → UFJ銀行 → 三菱UFJ銀行）（ともに伊藤財閥）、キッコーマン（茂木財閥）、栗林商船(栗林財閥)などがある。

### 十五大財閥
四大財閥に、GHQによる財閥解体指令を受けた11財閥を加えたものを、特に十五大財閥と呼ぶ。その多くは解散し、6大銀行グループに取り込まれていった。
- 三菱財閥（創業者: 岩崎弥太郎）
- 住友財閥（創業者: 住友政友）
- 三井財閥（創業者: 三井高利）
- 鮎川財閥（創業者: 鮎川義介）
- 浅野財閥（創業者: 浅野総一郎）
- 古河財閥（創業者: 古河市兵衛）
- 安田財閥（創業者: 安田善次郎）
- 大倉財閥（創業者: 大倉喜八郎）
- 中島財閥（創業者: 中島知久平）
- 野村財閥（創業者: 野村徳七）

GHQは以上を十大財閥と指定した。
- 渋沢財閥（創業者: 渋沢栄一）
- 神戸川崎財閥（創業者: 川崎正蔵）
- 理研コンツェルン（創業者: 大河内正敏）
- 日窒コンツェルン（創業者: 野口遵）
- 日曹コンツェルン（創業者: 中野友禮）

GHQは以上を十五大財閥と指定した。

## 財閥の影響
1. 経済成長
財閥は、資本や技術を集約することで、大量生産や効率化を実現した。また、各社が相互に競争することで、技術革新や新商品の開発が進み、結果的に国民経済の発展につながった。
2. 財政力の強化
財閥は、多額の納税を行い、国の財政力を強化することになった。また、財閥は銀行や保険会社などの金融機関を傘下に置くことが多く、国の金融政策にも影響力を持つようになる。
3. 社会福祉の充実
財閥は、企業福祉や社会福祉に多額の投資を行い、社会保障制度の充実にも貢献。また、財閥の創業者や後継者たちは、慈善活動や文化振興にも積極的に取り組んだ。
4. 独占的な地位の確立
財閥は、多くの場合、独占的な地位を占めることで、競争を排除。これにより、消費者にとっては選択肢が限られ、価格や品質が低下することがあった。
5. 不正な手段での利益追求
一部の財閥は、不正な手段で利益をあげることもあった。たとえば、政治家や官僚に賄賂を渡すことで、有利な法律や規制を通過させたり、競合他社を排除することもあった。
6. 社会的不平等の拡大
財閥の創業者や後継者たちは、多くの場合、財産や権力を集中。これにより、貧富の差が拡大し、社会的不平等が生じる。
以上のように、財閥がもたらしたメリットだけでなく、デメリットも存在した。昭和初頭の恐慌下に財閥批判の世論が形成されると各財閥は様々な転向策を打ち出すことになる。
7. 財閥の転向
最も厳しい批判にさらされた三井財閥は三井同族の役員からの引退、巨額の寄付、三井系企業の株式の一部公開などを行い、他財閥もこれにならった。
8. 財閥本社の株式会社化
それまで日本の財閥本社の多くは合名会社または合資会社であったが、安田を除く各財閥本社は昭和10年代に株式会社へと移行し、本社株の一部を公開した。
多くの問題をかかえた日本の財閥は、戦後の民主化改革の下で解体政策が進められることとなる。

## 韓国
大韓民国の財閥（チェボル、朝: 재벌、英: Chaebol）は、創業者一族の家族経営が特徴である。財閥のトップは、自グループ内はもちろんのこと政界や経済界にも強い影響力を発揮する。1997年からのアジア通貨危機とIMFによる韓国救済の中で、当時第2位の財閥だった大宇財閥が解体された。しかし現在も財閥は韓国経済の中で非常に大きな位置を占めている。
また、金升淵、崔哲源、趙顕娥などの財閥一族が社内の人物に横暴な行為（韓国では「カプチル」と呼ばれるパワーハラスメント）を行うことがたびたび問題になっている。また大韓航空ナッツ・リターンのように無関係な一般人にもその被害が及ぶことがしばしばある。
しかし財閥の主要人物が犯罪行為を犯して収監されても、完全に失脚することはほとんどない。財閥のトップが横領や背任、暴力行為等で逮捕されることがあったが、有罪判決を受けても執行猶予が付くとともに頃合いを見て特赦が与えられ、犯罪行為自体が無かったも同然となることがしばしばあった。1990年から2012年にかけて韓国10大財閥で逮捕され懲役刑を受けた経営者は、すべて執行猶予が付き、さらにそれも特赦を受けている。こうしたことの背景には、与党や経済界、またメディア等で財閥トップに対する犯罪を特赦するように求める意見が強いことにある。これは韓国の司法に対する不信感をあらわした「有銭無罪・無銭有罪」という言葉が生まれる背景の一つとなっている。
2015年には財閥の御曹司の犯罪を暴く刑事を描いた映画『ベテラン』が大ヒットとなり、当時の韓国歴代興行収入5位にランクインした。

### 韓国の主要な財閥
- サムスングループ（三星グループ）
- CJグループ（旧第一製糖。サムスンのルーツであるが、93年に同グループより分離。）
- 旧ラッキー金星
  - LGグループ
  - GSグループ
  - LSグループ
- 旧現代グループ
  - 現代自動車グループ
  - 現代百貨店
  - HD現代(HD現代重工業など)
  - 現代海上火災保険
  - 1HDC現代産業開発
  - 現代商船(現：HMM)
- SKグループ（旧鮮京）
  - SKハイニックス(旧：現代電子)
- ロッテグループ
- 韓進グループ
  - 韓進海運
  - 大韓航空
- 斗山
- コーロングループ
- ハンファグループ（旧韓国火薬）
- 錦湖アシアナグループ
  - クムホタイヤ、アシアナ航空などで有名だったがこの2社はともに売却されている。
- 東部グループ
- 東洋グループ

## 台湾

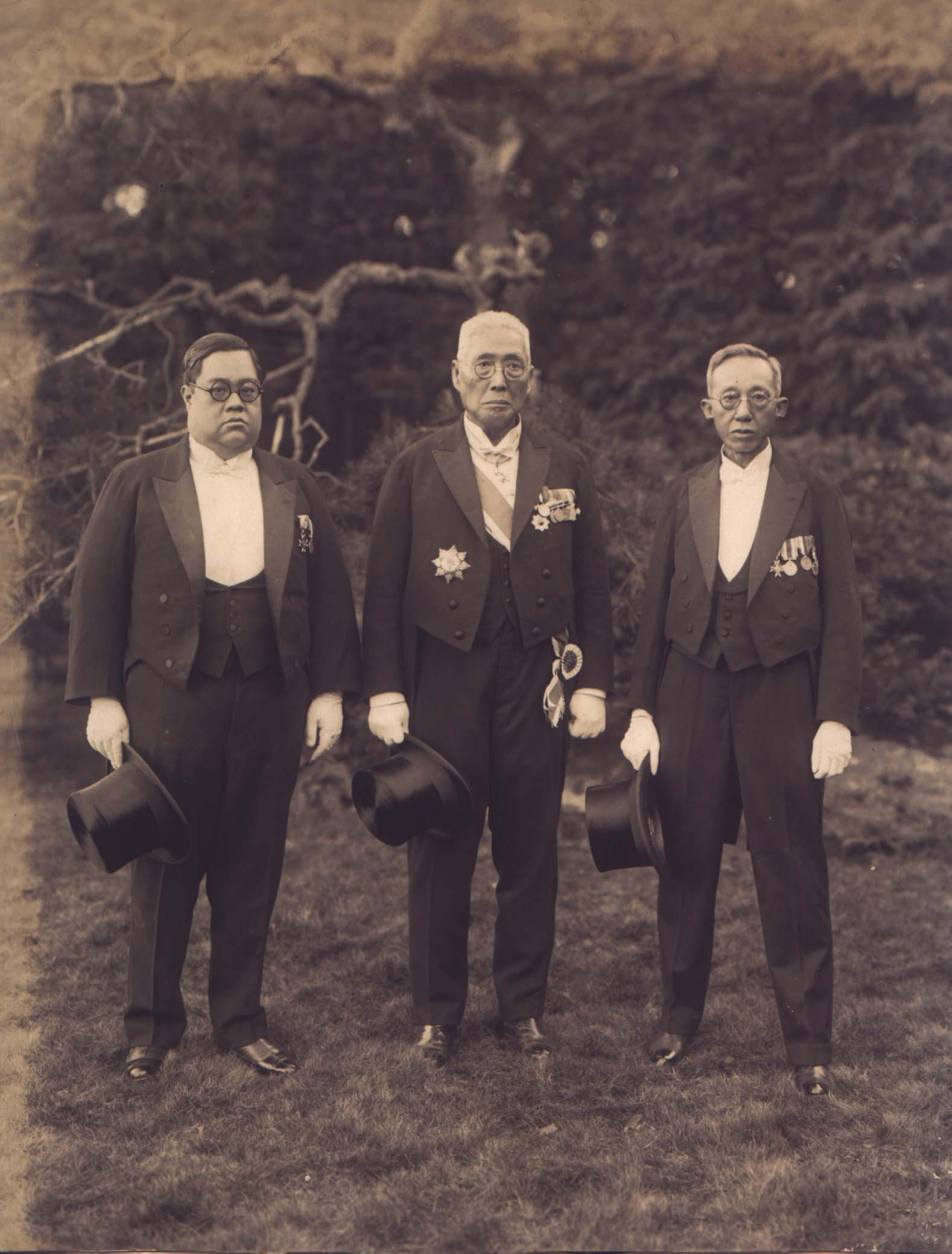
板橋林家の林熊徴（左）、鹿港辜家の辜顕栄（中）。右の藍高川の里港藍家も名家

戦前の台湾には、基隆の顔家、板橋の林家、霧峰の林家、鹿港の辜家、高雄の陳家の五財閥があった。日本統治時代に大きな富を築いたため、日本の敗戦により勢力を失ったが、辜家は生き残り、台湾最大の金融機関である中国信託商業銀行や台湾セメントなどあらゆる領域に手を伸ばして発展を続け、台湾財界で圧倒的な力を保持している。辜家出身の人物として、辜顕栄、辜振甫、辜寛敏、リチャード・クーなどがいる。顔家出身には一青窈など。

## イギリス
- ロスチャイルド財閥
- ベアリング財閥
- ギネス財閥

## アメリカ
- ロックフェラー財閥 - トラストでありながら「財閥」と呼ばれた代表例。
- モルガン財閥
- メロン財閥
- アスター財閥

## ベトナム
ベトナム最大の私有企業であるビングループは、不動産開発を中心に、観光・娯楽、小売、医療、教育、そして自動車産業まで進出する巨大コングロマリットである。ビングループの不動産部門であるビンホームズは、ハノイ、ホーチミン市の都市域で24%のシェアを誇るほか、小売事業ではビンコム・リテール、ビンコマースが、観光ではビンパールが、娯楽ではビンパール・ランドが国内に影響力を持ち、医療、教育、農業の分野にも進出している。ただし、外資の進出により小売業では国内で競争が激化しているほか、ベトナム国内の不動産バブルが弾け不動産事業に陰りがある。自動車産業では、ビンファストがドイツなどヨーロッパ系企業から金に糸目をつけず、技術・ノウハウを導入し急成長しているが、この挑戦には自動車産業の特質、供給網の脆弱性、ブランド力の弱さから懐疑的見方も多い。一方、スマートフォン生産、AI産業、オートメーション、新世代素材の研究開発にビンスマートが医療部門にビンファが、同じくAI産業、オートメーション、新世代素材の研究開発にビンテックが進出したが、ビンスマートはテレビ・スマホ生産から撤退した。そのほか、ビッグデータ研究所、ビン・ハイテク研究所、応用科学・技術基金を設立するなど、事業の多角化を行いつつ、スクラップアンドビルドの形で撤退、進出を行いながら成長している新興財閥である。

「ベトナム新興財閥の研究ービングループのケース」大経大論集
「分岐点に立つベトナムの国民車メーカー・ビンファスト」より